# 田文鏡
田文鏡（1662年—1733年），字抑光，漢軍正藍旗人，恩監出身，後抬入漢軍正黃旗。清朝康熙、雍正時期大臣，歷任河南巡抚、河南山東總督、北河总督。一生為官清廉、嚴酷，河南水灾時，田文镜為媚君而匿事不报。雍正十年（1733年）病卒，享年72歲，谥端肃。

## 生平
康熙二十二年（1683年），以監生任福建長樂縣縣丞，康熙三十一年遷為山西鄉寧縣知縣。康熙四十四年，升任為直隸易州知州。四十五年內遷吏部員外郎，四十八年遷刑部郎中，五十一年改授監察御史，五十五年曾巡視長蘆鹽政。康熙末年擢為內閣侍讀學士。
雍正元年（1723年），命祭華嶽山神。是歲山西災，年羹堯入覲，請賑。胤禛諮詢內閣學士署山西巡撫事德音，德音言無災。及文鏡還，入對，備言山西荒歉狀。上嘉其直言無隱，令往山西賑平定等諸州縣，即命署理山西布政使，因他清理積壓的案牘，使吏治為之一新，雍正遂評他「忠誠體國，公正廉明」。
雍正二年出任河南藩司，同年署理河南巡撫。
雍正四年發生直隸總督李紱指責田蹂躪讀書人，包庇知縣張球事件，文鏡引咎論劾。
雍正五年，田文鏡疏請以河南丁銀均入地糧，紳衿富戶，不分等則，一例輸將。但黃河盛漲，險工迭出，丁銀已收又加派河工徭役，七月晉河南總督加兵部尚書。
雍正六年十月爲魯豫總督，管兩省之行政；政事幹練，以刁鑽刻薄聞名，結合清官與酷吏於一身。治理地方期間，治盜極嚴，轄境幾乎無盜賊，同時督責諸州縣清理賦收，開辟荒田，限期極嚴。各州縣稍有怠慢，會立刻遭到懲罰，一般官員见田文镜时，没有人眼睛敢东张西望。
雍正七年兼北河總督。是歲河南山東水災，雍正命蠲免錢糧。田文鏡為討好雍正，假稱收成雖不等，實未成災，請朝廷仍照定額完全徵收。雍正九年，諭曰：「上年山東有水患，河南亦有數縣被水，朕以田文鏡自能料理，未別遣員治賑。近聞祥符、封丘等州縣民有鬻（賣）子女者。文鏡年老多病，為屬吏欺誑，不能撫綏安集，而但禁其鬻子女，是絕其生路也。豈為民父母者所忍言乎？」令刑部侍郎王國棟至河南治賑。田文鏡以病乞休，雍正命解任還京師。雍正称之为“模範疆吏”。雍正帝對田文鏡死後的加諡、立碑、祭奠、入開封賢良祠等等措施，可謂備極哀榮。然而，田文鏡晚年受雍正禮遇事蹟，在乾隆以後的官書中多被刪除。
雍正十年十一月二十一日，以病卒於河南，家无餘财。谥端肃。令河南省立专祠祭祀。乾隆時，尚书史貽直奏言王士俊督開墾，開捐輸，累民滋甚。乾隆曰：「河南自田文鏡為督撫，苛刻搜求，屬吏競為剝削，河南民重受其困。即如前年匿災不報，百姓流離，蒙皇考嚴飭，遣官賑恤，始得安全，此中外所共知者。」
李岳瑞《春冰室野乘》曾載，田文鏡幕客鄔思道，為田文鏡寫密摺參劾隆科多而「寵遇日隆」。後來田鄔二人以事齟齬，鄔憤而辭去。「自此文鏡奏事，輒不當上意，數被譴責」。田復重金聘回鄔思道。

## 著作
《抚豫宣化录》、《钦颁圣谕条例事宜》

## 墓地
據《易縣志》載田文鏡墓因佔用乾隆帝西陵掃墓御路三尺，被乾隆帝夷為平地。

## 評價
田文镜死后雍正评价他说:“老成历练，才守兼优，自简任督抚以来，府库不亏，仓储充足，察吏安民，惩贪除弊，殚竭心志，不辞劳苦，不避嫌怨，庶务俱举，四境肃然”。
雍正最欣賞李衛、鄂爾泰、田文鏡三人，曾語兩江總督尹繼善，謂當學此三人。尹繼善回答說：「李衛，臣學其勇，不學其粗；田文鏡，臣學其勤，不學其刻；鄂爾泰，宜學處多，然臣亦不學其愎。」
乾隆五年，河南巡抚雅尔图等奏称“河南民怨，田文镜不当入河南贤良祠”等，曰：「鄂爾泰、 田文鏡、李衞皆皇考所最稱許者，其實文鏡不及衞，衞又不及鄂爾泰，而彼時三人素不相合。雅爾圖見朕以衞祀賢良，借文鏡之應撤，明衞之不應入。當日王士俊奏請奉皇考允行，今若撤出，是翻前案矣！」寢雅爾圖奏不行。

## 延伸阅读
[在维基数据编辑]
 《清史稿·卷294》，出自趙爾巽《清史稿》